# Grans cares nord dels Alps

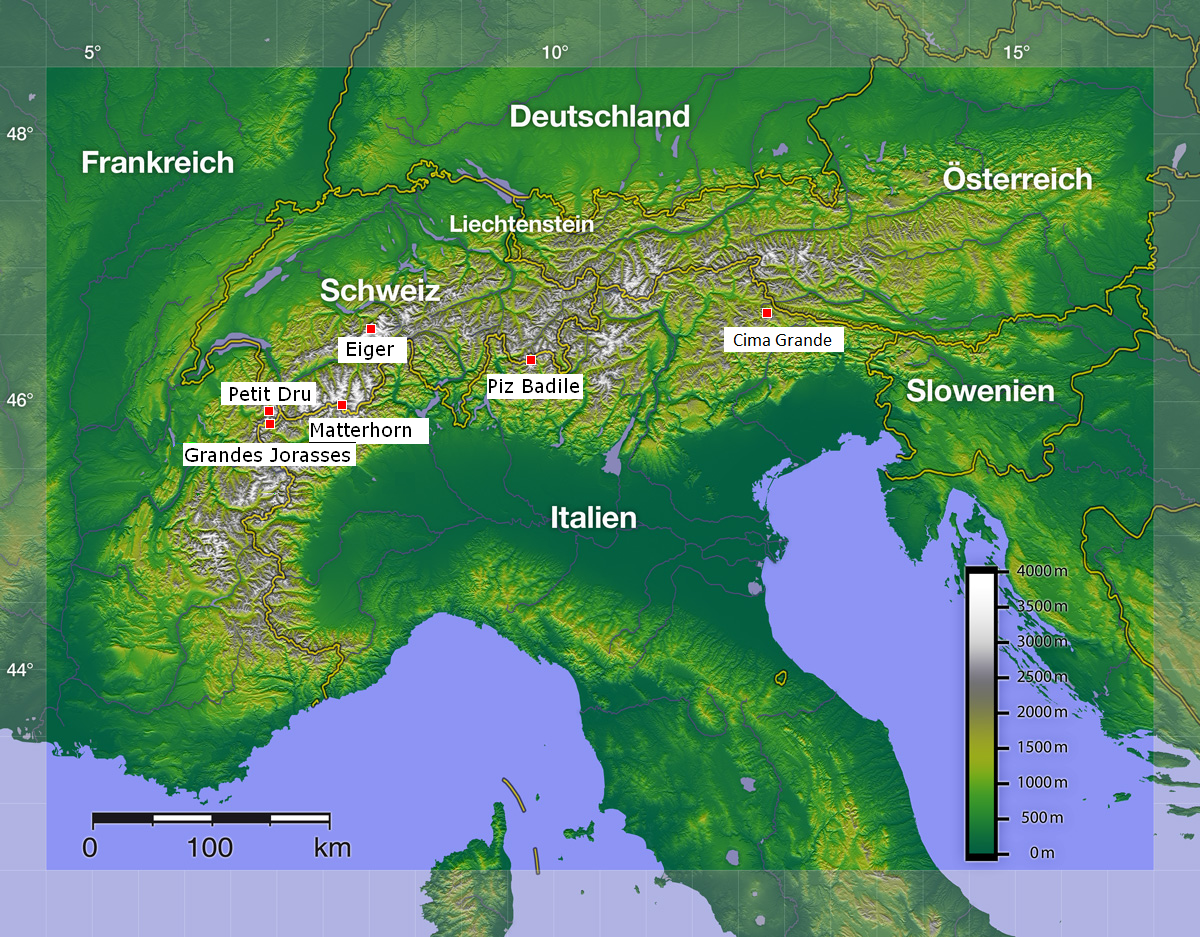
Les sis grans cares nord dels Alps

Les grans cares nord dels Alps clàssiques són les cares més difícils dels Alps, que van ser les últimes a ser ascendides. Les grans cares nord per antonomàsia són les de les Grandes Jorasses al massís del Mont Blanc, del Matterhorn o Cerví als Alps Penins o del Valais, i de l'Eiger als Alps Bernesos de Suïssa. Escalades per primera vegada als anys trenta, després de nombrosos intents i drames, són la pedra de toc de l'alpinisme de dificultat. Per això se les coneix com els tres últims problemes dels Alps. Les tres cares nord de l'Eiger, Cerví i Grandes Jorasses també són conegudes com "la Trilogia alpina".
A més, s'amplia la llista a tres grans cares nords addicionals, també difícils i de gran altitud, però no equiparables a les abans esmentades: la Cima Grande di Lavaredo als Dolomites, els Drus al massís del Mont Blanc, i el Piz Badile a Val Bregaglia. Aquesta última, es tracta en realitat de la cara nord-est.
Aconseguir el primer ascens de cadascuna d'aquestes sis cares va ser una de les principals preocupacions dels millors alpinistes europeus dels anys trenta. Gaston Rébuffat, un guia de muntanya de Chamonix i cèlebre alpinista francès, va ser el primer a escalar amb èxit les sis cares nord. La seva obra de 1954, Etoiles et Tempêtes (Estrelles i Tempestes), fa la crònica d'aquestes ascensions.

## Situació
| Cim                     | Alçada  | Coordenades                                                    | País cim      | País cara nord | Zona                     |
| ----------------------- | ------- | -------------------------------------------------------------- | ------------- | -------------- | ------------------------ |
| Cerví / Matterhorn      | 4.478 m | 45° 58′ 36.06″ N, 7° 39′ 26.11″ E / 45.9766833°N,7.6572528°E   | Suïssa Itàlia | Suïssa         | Alps Penins / Valais     |
| Grandes Jorasses        | 4.208 m | 45° 52′ 09.44″ N, 6° 59′ 06.87″ E / 45.8692889°N,6.9852417°E   | França Itàlia | França         | Massís Mont Blanc        |
| Eiger                   | 3.970 m | 46° 34′ 58.39″ N, 8° 00′ 39.96″ E / 46.5828861°N,8.0111000°E   | Suïssa        | Suïssa         | Alps Bernesos / Oberland |
| Piz Badile              | 3.308 m | 46° 17′ 41″ N, 9° 35′ 10″ E / 46.29472°N,9.58611°E             | Suïssa Itàlia | Suïssa         | Val Bregaglia            |
| Dru                     | 3.754 m | 45° 55′ 59.33″ N, 6° 57′ 20.60″ E / 45.9331472°N,6.9557222°E   | França        | França         | Massís Mont Blanc        |
| Cima Grande di Lavaredo | 2.999 m | 46° 37′ 06.32″ N, 12° 17′ 50.25″ E / 46.6184222°N,12.2972917°E | Itàlia        | Itàlia         | Dolomites                |

## Galeria

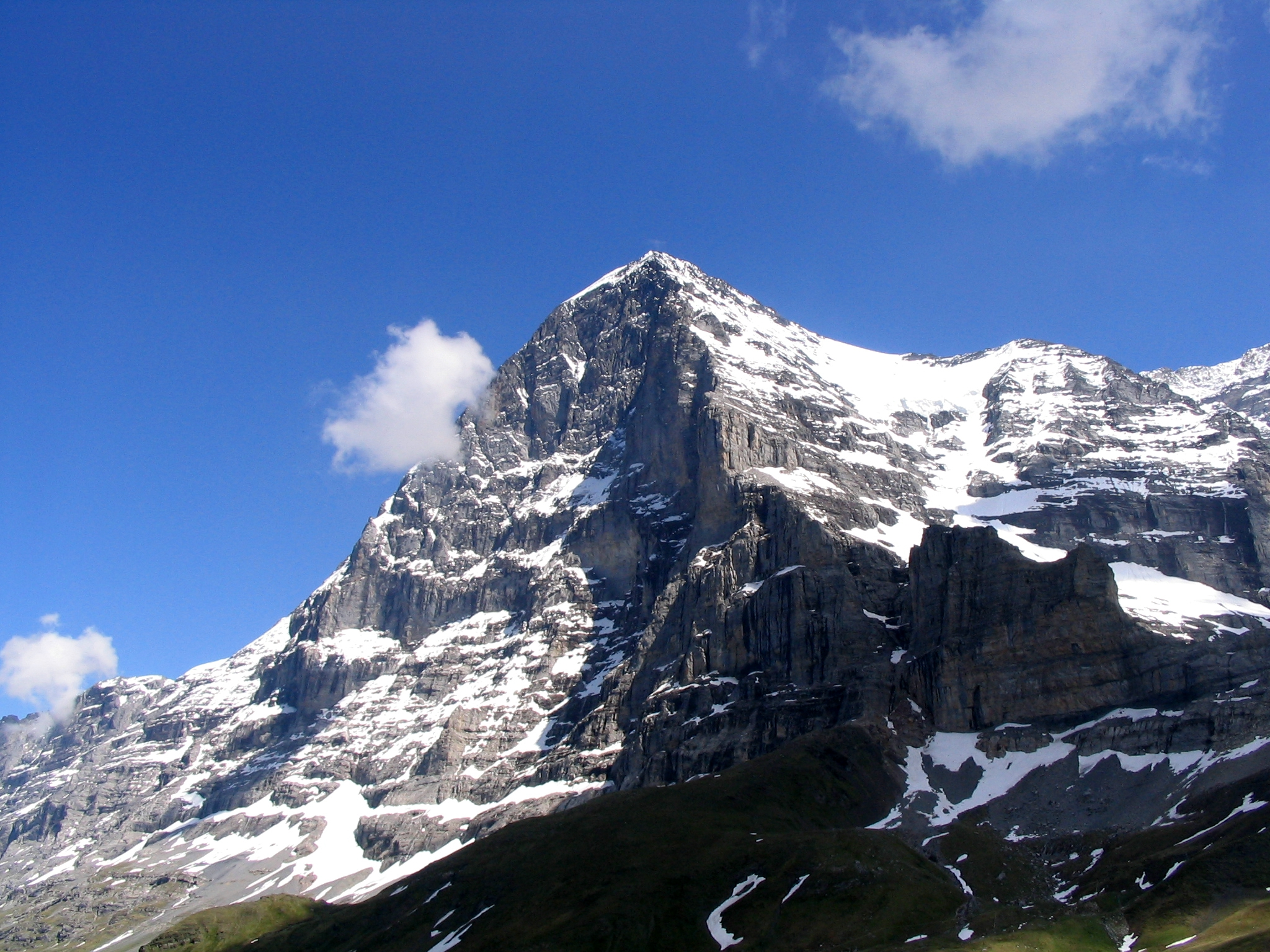
La cara nord de l'Eiger
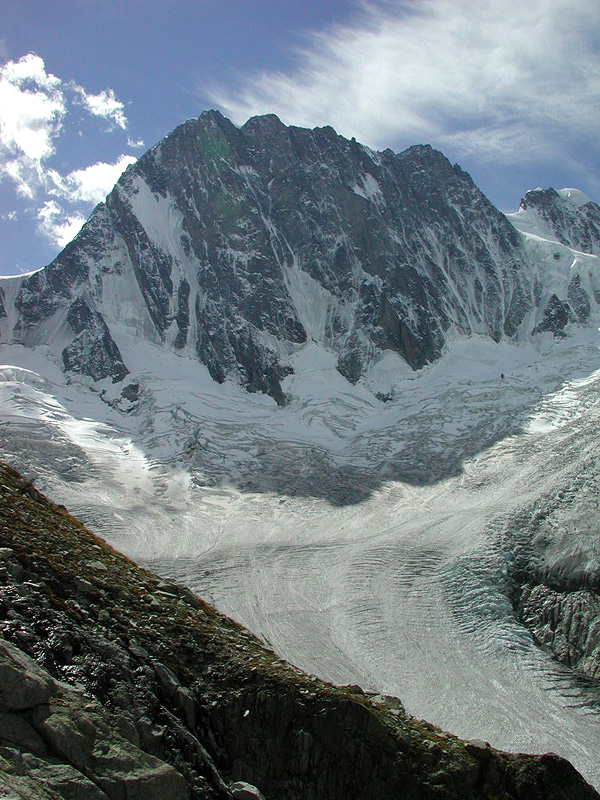
La cara nord de les Grandes Jorasses
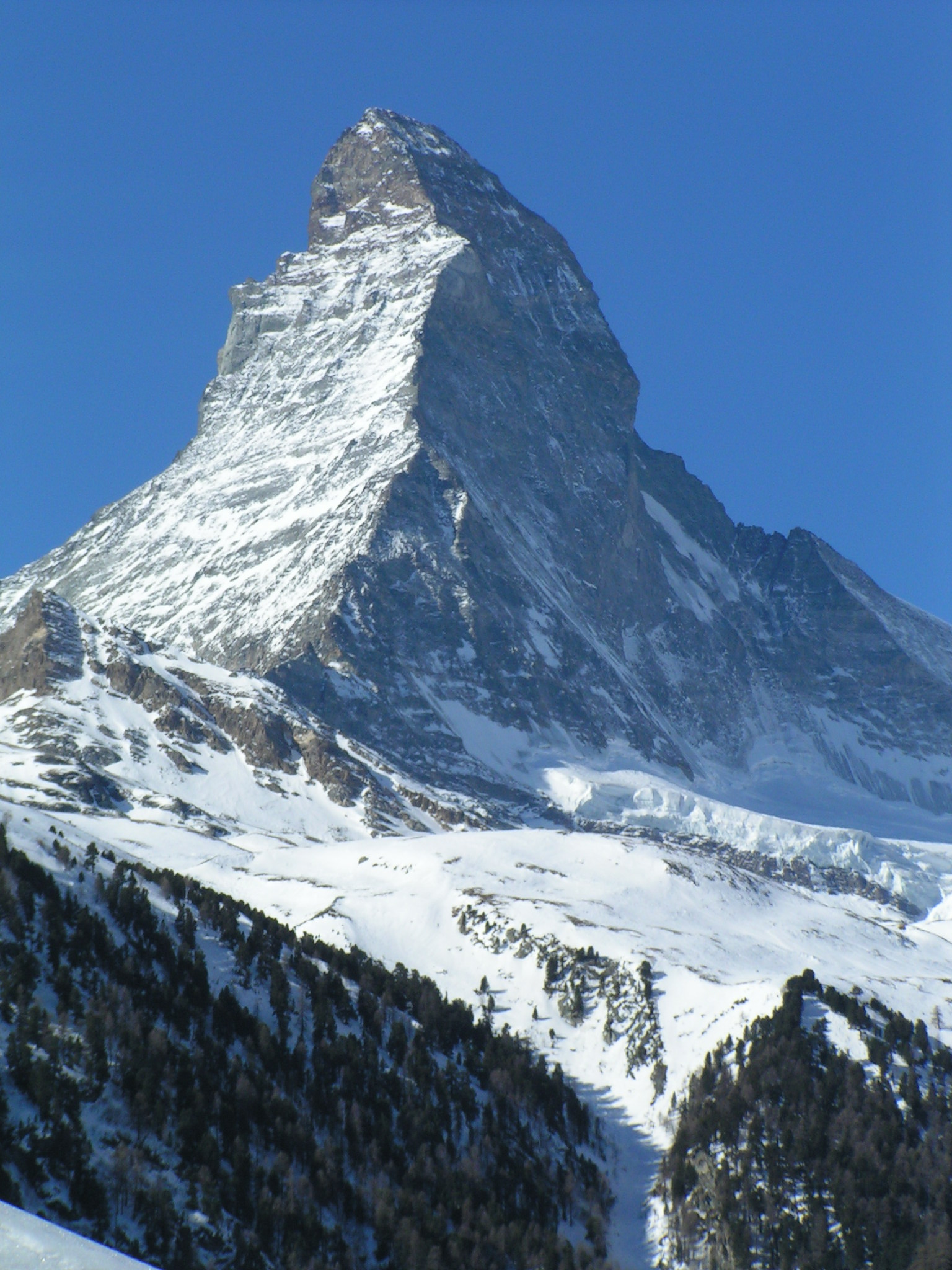
La cara nord del Cerví (obaga)
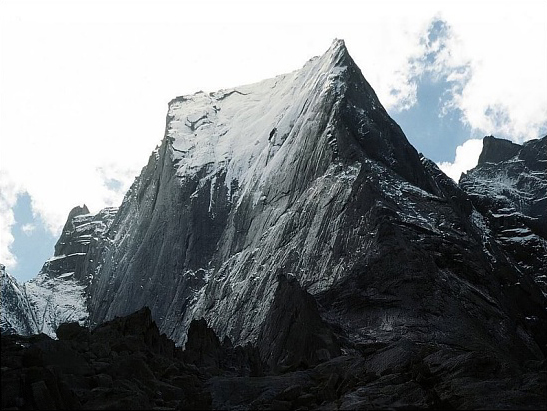
La cara nord-est del Piz Badile
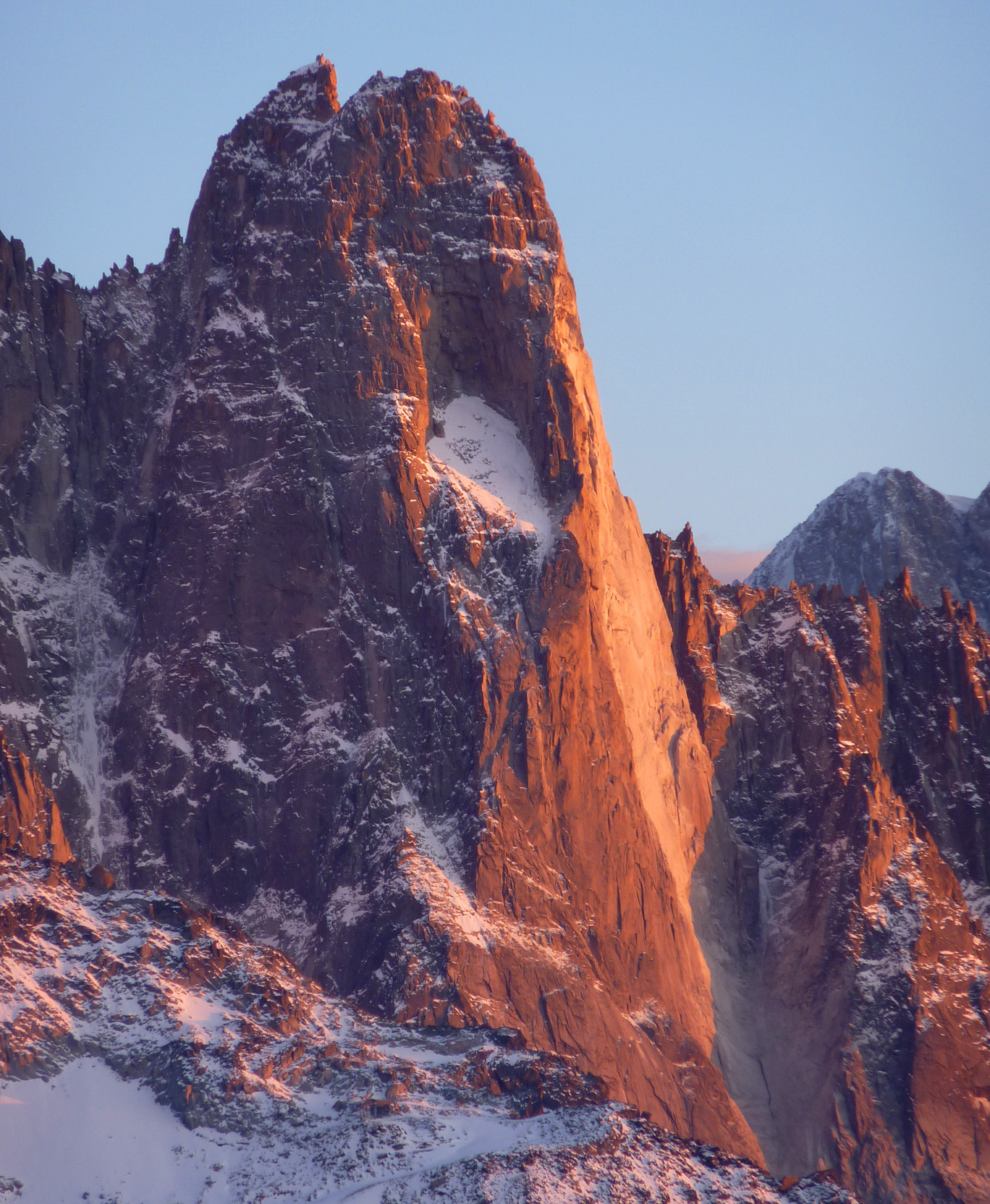
La cara nord dels Drus
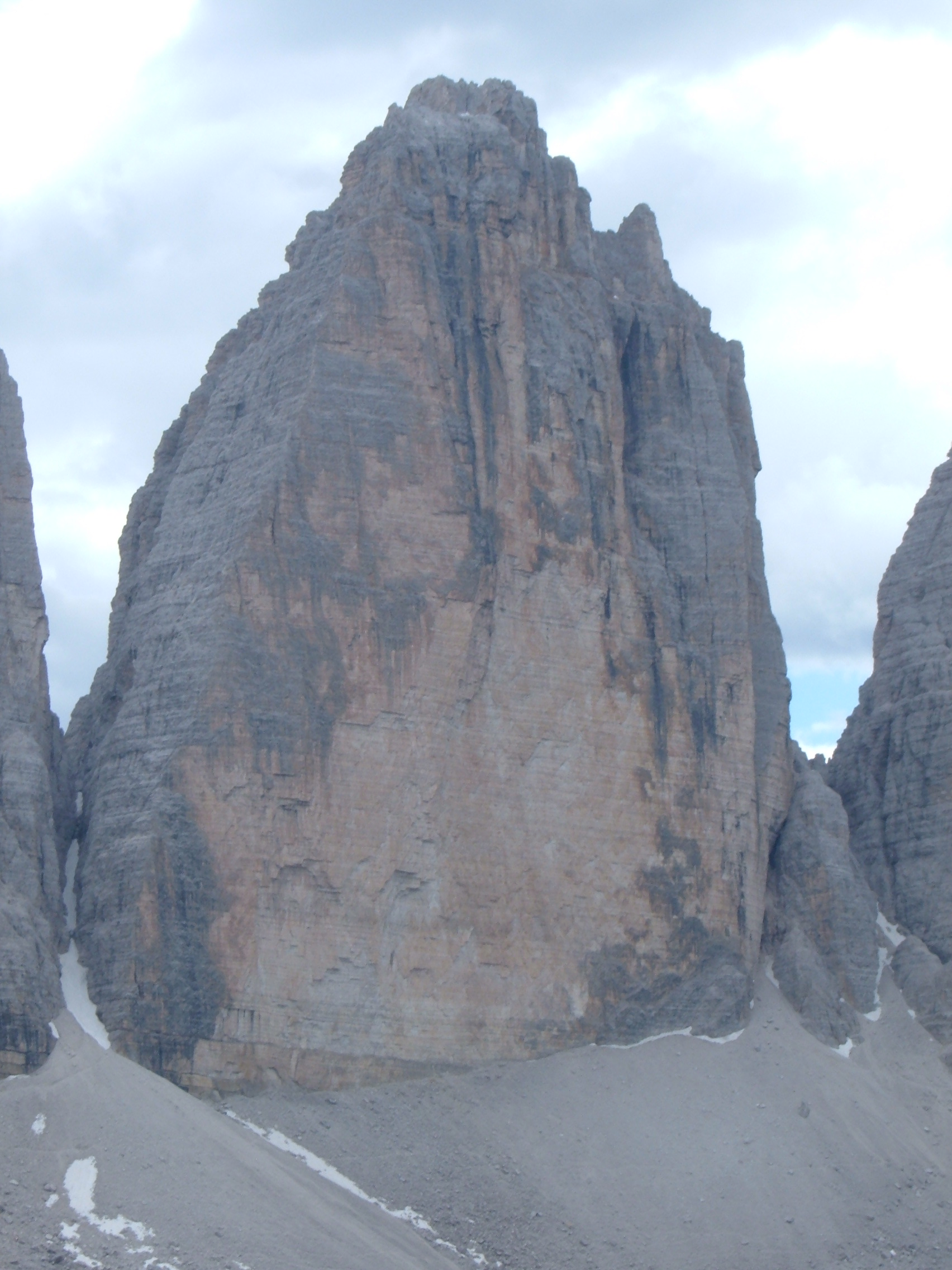
La cara nord de la Cima Grande di Lavaredo

## Cara nord del Cerví
- 1931: Primer ascens, del 31 de juliol a l'1 d'agost, pels germans Franz i Toni Schmid.
- 1959: Primer ascens a l'hivern, per Hilti von Allmen i Paul Etter.
- 1965: Directa Bonatti, oberta a l'hivern i en solitari, per Walter Bonatti, que posa així fi a la seva carrera en l'alpinisme.
- 1977: Primera hivernal en solitari de la via clàssica dels germans Schmid pel japonès Tsuneo Hasegawa.

## Cara nord de les Grandes Jorasses

### Esperó Croz
- 1935: Martin Meier i Rudolf Peters, del 28 al 29 de juny, seguits per Giusto Gervasutti, Renato Chabod, Raymond Lambert i Loulou Boulaz del 30 al 31 de juny.
- 1978: Primera hivernal en solitari: Ivano Ghirardini.

### Esperó Walker

#### Primera i repeticions
- 1938: Del 4 al 6 d'agost, per Riccardo Cassin, Luigi Esposito i Ugo Tizzoni
- 1945: 17 de juliol, per Édouard Frendo i Gaston Rébuffat
- 1946: 5 d'agost per Pierre Allain, René Ferlet, Jacques Poincenot i Guy Poulet
- 1946: 11 agost per Lionel Terray i Louis Lachenal
- 1947: Marcel Malet, Karékine Gurékian i Paul Revel
- 1949: Walter Bonatti, Andrea Oggioni, Mario Bianchi i Emilio Vila
- 1950: 29 de juliol per Hermann Buhl i Kuno Rainer
- 1951: 5 d'agost per Anderl Heckmair i Hermann Köllensperger
- 1963: Primera hivernal per Walter Bonatti i Andrea Oggioni, seguits el mateix hivern per René Desmaison i Jacques Batkin
- 1979: Primera hivernal en solitari per Tsuneo Hasegawa.

### El Linceul
- 1968: 17 a 25 gener per René Desmaison i Robert Flematti
- 1975: Primera hivernal en solitari per Ivano Ghirardini.

### Altres vies
- 1964: 6 al 9 d'agost Punta Whymper per Walter Bonatti i Michel Vaucher. Bonatti en el cim de la seva potència, el 1963, va realitzar amb Oggioni la primera hivernal de la Walker. Un Bonatti al final de la seva carrera, va obrir la primera via de la cara nord de la Punta Whymper el 1964.
- 1973: Via Gousseault. René Desmaison i Serge Gousseault intentaren la directa de l'esperó Walker el 1971. Bloquejats a 80 m del cim, Gousseault va morir de fred i esgotament, Desmaison va ser salvat in extremis després de 15 dies a la paret, i va escriure 342 hores a les Grandes Jorasses relatant l'odissea. Va acabar la via Gousseault del 10 al 17 de gener de 1973 amb Michel Claret i Giorgio Bertone.

## Cara nord de l'Eiger
- 1938: Primera ascensió, del 21 al 24 de juliol per Anderl Heckmair, Ludwig Vörg, Heinrich Harrer i Fritz Kasparek.
- 1961: Primera hivernal, per Toni Hiebeler, Walter Almberger, Anderl Mannhard i Toni Kinshofer.
- 1962: Segona hivernal, el 1962 per una cordada italiana dirigida per Armando Aste.
- 1963: Primera en solitari, pel suís Michel Darbellay.
- 1964: Primera ascensió catalana, del 4 al 7 d'agost, per Josep Manuel Anglada i Jordi Pons.[10][11]
- 1966: Directíssima (Via Harlin) el mes de març, per John Harlin (que va trobar aquí la mort), Dougal Haston i Layton Kor
- 1974: Rècord de rapidesa en cordada, per Peter Habeler i Reinhold Messner en 10 hores.
- 1978: Primera hivernal en solitari, per Tsuneo Hasegawa seguit l'endemà per Ivano Ghirardini.
- 1983: Rècord de rapidesa en solitari, per Thomas Bubendorfer en 5h.
- 2003: Rècord de rapidesa en solitari, pel tirolès del sud Christoph Hainz en 4 hores i 30 minuts.
- 2007: Rècord de rapidesa en solitari, pel suís Ueli Steck, en 3 h 54.
- 2008: Rècord de rapidesa en cordada, per Simon Anthamatten i Roger Schalies, en 6 hores i 50 minuts.[12]
- 2008: Rècord de rapidesa en solitari, pel suís Ueli Steck, en 2 h 47 m i 33", al febrer.[12]

### Filmografia
- Étoiles et Tempêtes, de Gaston Rébuffat et Georges Tairraz, 1955. Film basat en el llibre del mateix nom i autor.
- Trilogie pour un homme seul, de Nicolas Philibert, Les Films d'Ici, 1987. Film sobre l'encadenament el 12 i 13 de març de 1987 fet per Christophe Profit, en 40 hores, de l'ascensió hivernal de les parets nord de Grandes Jorasses, Eiger i Cerví. ISAN 0000-0001-9E70-0000-5-0000-0000-M